# Андерссон, Карин Дрейер
Карин Элизабет Дрейер (швед. Karin Elisabeth Dreijer, ранее известная как Карин Дрейер Андерссон, швед. Karin Dreijer Andersson; род. 1975) — шведская певица, автор песен и музыкальный продюсер. Бывшая участница электронного музыкального дуэта The Knife, образованного с её братом Олофом Дрейером. Андерссон была ранее вокалисткой и гитаристкой альтернативной рок-группы Honey Is Cool. Андерссон выпустила свой дебютный сольный альбом под названием «Fever Ray» в 2009 году.

## Личная жизнь
Андерссон родилась 7 апреля 1975 года в Наке, Швеция. Воспитывает двух дочерей. Была замужем за Кентом Питером Кристианом Андерссоном.

## Сольные работы
Пока The Knife был в отпуске, Андерссон выпустила свой одноимённый дебютный сольный альбом «Fever Ray» 12 января 2009 года в цифровой версии и 18 марта 2009 года на физических носителях, перед этим выпустив сингл «If I Had a Heart» 15 декабря 2008 года. Песня была использована в конце 15 эпизода первого сезона сериала «В поле зрения» 16 февраля 2012 года. Песня была позже использована 31 июля 2011 в эпизоде американского телевизионного сериала «Во все тяжкие», а также стала основной музыкой для Канадско-ирландской исторической драмы телесериала «Викинги», премьера которой состоялась 3 марта 2013 года. Песня была также использована в 3 эпизоде 3 сезона сериала «Уэнтуорт».
В 2009 году Андерссон сочинила саундтрек к сборнику феминистских порнографических короткометражных фильмов «Грязные дневники». В обзоре коллекции, шведская газета «Smålandsposten» описала саундтрек, как подходящий к фильму, хоть и однообразный.
Андерссон, известная как Fever Ray, в 2010 году выступила на фестивале Коачелла и получила положительные отзывы. В сентябре того же года она выступала в Ирландии и на фестивале в Англии.
Вопреки заявлению, Андерссон не появилась в 2011 в фильме Красная Шапочка. Однако, в фильме остались треки «The Wolf» — эксклюзивный саундтрек, который Андерссон написала в соавторстве со своей группой, а также «Keep the Streets Empty for Me». «The Wolf» был также использован в трейлере Far Cry Primal, а также во время игры в последней миссии.
Андерссон написала музыку для театральной адаптации фильма ужасов 1968 г. «Час волка» Ингмара Бергмана, премьера которого состоялась в Стокгольме, в Королевском драматическом театре 12 марта 2011 года. Один из этих треков, «No Face», появился в виде демо в 2012 в альбоме «We Are the Works in Progress», организованного Blonde Redhead в пользу пострадавших от японского цунами 2011г. В интервью с The Fader в феврале 2016 года, Андерссон заявила, что она работает над сольной музыкой, хотя она не была уверена, будет ли она выходить под именем Fever Ray.

## Дискография

### Альбомы

#### Студийные альбомы
| Fever Ray | Fever Ray |
| --- | --- |
| Высшие позиции в чартах: — | |
| Список композиций 1. «If I Had a Heart» 2. «When I Grow Up» 3. «Dry and Dusty» 4. «Seven» 5. «Triangle Walks» 6. «Concrete Walls» 7. «Now's The Only Time I Know» 8. «I'm Not Done» 9. «Keep the Streets Empty for Me» 10. «Coconut» | Данные - Выпущен: 12 января 2009 года - Лейбл: Rabid - Формат: компакт-диск, LP, цифровая загрузка - Сертификация: - Время звучания: 48:08 Профессиональные рецензии - Allmusic - The Observer - The Guardian - Slant Magazine - NME 8/10 - Pitchfork Media 8.1/10 - PopMatters 9/10 - Александр Горбачёв - Colta.ru |

| Plunge | Plunge |
| --- | --- |
| Высшие позиции в чартах: — | |
| Список композиций 1. "Wanna Sip" 2. "Mustn't Hurry" 3. "A Part of Us" 4. "Falling" 5. "IDK About You" 6. "This Country" 7. "Plunge" 8. "To the Moon and Back" 9. "Red Trails" 10. "An Itch" 11. "Mama's Hand" | Данные - Выпущен: 27 октября 2017 года - Лейбл: Rabid - Формат: компакт-диск, LP, цифровая загрузка - Сертификация: - Время звучания: 46:56 |

- Radical Romantics (2023)

#### Концертные альбомы
| Live in Luleå              | Live in Luleå |
| -------------------------- | --- |
| Высшие позиции в чартах: — | |
| Список композиций          | Данные - Выпущен: 30 Ноября 2012 года - Лейбл: Rabid - Формат: Цифровая загрузка - Сертификация: - Время звучания: |

### Синглы
| If I Had a Heart           | If I Had a Heart                                                            |
| -------------------------- | --------------------------------------------------------------------------- |
| Высшие позиции в чартах: — |                                                                             |
| Список композиций          | Данные - Выпущен: 2008 - Лейбл: - Формат: - Сертификация: - Время звучания: |

| When I Grow Up             | When I Grow Up                                                              |
| -------------------------- | --------------------------------------------------------------------------- |
| Высшие позиции в чартах: — |                                                                             |
| Список композиций          | Данные - Выпущен: 2009 - Лейбл: - Формат: - Сертификация: - Время звучания: |

| Triangle Walks             | Triangle Walks                                                              |
| -------------------------- | --------------------------------------------------------------------------- |
| Высшие позиции в чартах: — |                                                                             |
| Список композиций          | Данные - Выпущен: 2009 - Лейбл: - Формат: - Сертификация: - Время звучания: |

| Seven                      | Seven                                                                       |
| -------------------------- | --------------------------------------------------------------------------- |
| Высшие позиции в чартах: — |                                                                             |
| Список композиций          | Данные - Выпущен: 2009 - Лейбл: - Формат: - Сертификация: - Время звучания: |

| Mercy Street               | Mercy Street                                                                |
| -------------------------- | --------------------------------------------------------------------------- |
| Высшие позиции в чартах: — |                                                                             |
| Список композиций          | Данные - Выпущен: 2010 - Лейбл: - Формат: - Сертификация: - Время звучания: |

### Другие выступления
| Название                   | Год  | Исполнитель                      | Альбом                                               | Примечание                              |
| -------------------------- | ---- | -------------------------------- | ---------------------------------------------------- | --------------------------------------- |
| «Let It Come Down»         | 1996 | Mazarine Street                  | The Beast Of…                                        | Vocals; as Karin Dreijer                |
| «Cat»                      | 1996 | Mazarine Street                  | The Beast Of…                                        | Vocals; as Karin Dreijer                |
| «Volksblues»               | 1998 | The Bear Quartet                 | Personality Crisis                                   | Lead vocals; as Karin Dreijer           |
| «Wasted»                   | 2000 | Robot                            | Fake or Real?                                        | Additional vocals; as Karin Dreijer     |
| «Axe Man»                  | 2001 | Silverbullit                     | Citizen Bird                                         | Vocals; as Karin Dreijer                |
| «Lost in the City Nights»  | 2001 | Yvonne                           | Hit That City                                        | Additional vocals; as Karin Dreijer     |
| «What Else Is There?»      | 2005 | Röyksopp                         | The Understanding                                    | Vocals, writer; as Karin Dreijer        |
| «Slow»                     | 2008 | Deus                             | Vantage Point                                        | Vocals; as Karin Dreijer Andersson      |
| «The Jacket»               | 2008 | First Floor Power                | н/д                                                  | Remix; as Karin Knife                   |
| «This Must Be It»          | 2009 | Röyksopp                         | Junior                                               | Vocals, writer; Karin Dreijer-Andersson |
| «Tricky Tricky»            | 2009 | Röyksopp                         | Junior                                               | Vocals, writer; Karin Dreijer-Andersson |
| «The Wolf»                 | 2011 | Fever Ray                        | Red Riding Hood — Original Motion Picture Soundtrack |                                         |
| «No Face»                  | 2012 | Karin Dreijer Andersson          | We Are the Works in Progress                         |                                         |
| «Discourse My New Romance» | 2014 | Shinedoe featuring Karin Dreijer | Illogical Directions                                 |                                         |

### Музыкальные клипы
| Название                        | Год  | Режиссёр                      |
| ------------------------------- | ---- | ----------------------------- |
| «If I Had a Heart»              | 2009 | Андреас Нильссон              |
| «When I Grow Up»                | 2009 | Мартин де Thurah              |
| «Triangle Walks»                | 2009 | Микель Цве Карлссон           |
| «Seven»                         | 2009 | Йохан Ренк                    |
| «Stranger Than Kindness»        | 2009 | Андреас Нильссон              |
| «Keep the Streets Empty for Me» | 2009 | Йенс Klevje и Фабиан Свенссон |